# Бакинский университет для девушек
Бакинский университет для девушек — высшее учебное заведение Азербайджанской Республики.

## История
В 1992 году с целью подготовки женских педагогических кадров для республики, повышения их интеллектуального уровня, подготовки девушек к семейной жизни была создана Бакинская высшая педагогическая семинария для девушек.
Постановлением Кабинета министров Азербайджанской республики № 21 от 21 февраля 1996 года Семинария получила государственную регистрацию.
Первоначально подготовка кадров велась по следующим специальностям: «Педагогика и психология», «Педагогика и методика начального образования», «Психология», «Социальная педагогика».
В 1997 году учитывая материально-техническую базу, профессорско-преподавательский состав семинарии была разрешена подготовка специалистов также по специальностям: «Азербайджанский язык и литература», «История и обществознание», «Экономические знания», «Журналистика».
В 2005 году на основании свидетельства Министерства юстиции Азербайджанской республики № 19 от 8 июля 2005 года семинария была переименована в Бакинский университет для девушек.

## Направления и специальности
Обучение ведётся по программам бакалавриата и магистратуры. Сроки освоения программ бакалавриата по очной форме составляют 4 года, по заочной форме — 4,5 года. Обучение в магистратуре ведётся по очной форме. Срок обучения — 2 года.